# 白俄羅斯鐵路戰爭 (2022年至今)
白俄羅斯鐵路戰爭是白俄羅斯反對2022年俄羅斯入侵烏克蘭的基層行動之一。

## 目標
2022年2月下旬，媒體首次出現有關破壞白俄羅斯鐵路的報導，其目的是使鐵路運輸的人力、信号控制設備和軍用物資無法工作，以阻止俄羅斯在烏克蘭境內進行軍事行動。

## 行動
白俄羅斯三個州的信號設備被毀，鐵路線被封鎖。由於這些行動，白俄羅斯鐵路的幾個分支的工作受到干擾。幾天以來，已升級為大規模破壞，破壞者在白俄羅斯南部地區的許多鐵路線上進行了破壞活動。